# Przydatki (Moczadła)
Przydatki – osada wsi Moczadła w Polsce, położona w województwie kujawsko-pomorskim, w powiecie brodnickim, w gminie Brodnica.
W latach 1975–1998 miejscowość położona była w województwie toruńskim.
Przed 2023 r. miejscowość była miejscowością podstawową typu osada.

## Zabytki
Według rejestru zabytków NID na listę zabytków wpisany jest zespół pałacowy, nr rej.: 594 z 14.12.1989:
- pałac, XIX/XX w., nr rej.: 577 z 29.01.1988
- spichrz, ob. magazyn paszowy, 1916
- park, poł. XIX w.